# طواف أوقيانوسيا للدراجات 2016
طواف أوقيانوسيا للدراجات 2016 (بالإنجليزية: 2016 UCI Oceania Tour)‏  هو سباق دراجات هوائية،  وهو أحد سباقات طواف أوقيانوسيا للدراجات ‏.

## السباقات
| طواف أوقيانوسيا للدراجات | طواف أوقيانوسيا للدراجات | طواف أوقيانوسيا للدراجات | طواف أوقيانوسيا للدراجات | طواف أوقيانوسيا للدراجات | طواف أوقيانوسيا للدراجات | طواف أوقيانوسيا للدراجات | طواف أوقيانوسيا للدراجات |
| التاريخ                  | #                        | السباق                   | الفائز                   | الثاني                   | الثالث                   |                          |                          |
| ------------------------ | ------------------------ | ------------------------ | ------------------------ | ------------------------ | ------------------------ | ------------------------ | ------------------------ |
| 20 – 24 يناير 2016       | 2                        | طواف نيوزيلندا الكلاسيكي | بين أوكونور              | مارك أوبراين             | ستيفن وليامز             |                          |                          |
| 31 يناير                 | 1                        | سباق كاديل ايفانز        | بيتر كينو                | لي هوارد                 | نيكولو بونيفازيو         |                          |                          |
| 03 – 07 فبراير 2016      | 3                        | طواف هيرالد صن           | كريس فروم                | بيتر كينو                | داميان هاوسون            |                          |                          |
| 20 فبراير                | 4                        | REV Classic ‏             | ديون سميث                | مارك أوبراين             | Taylor Gunman ‏           |                          |                          |

## وصلات خارجية
- الموقع الرسمي